# Jeremy Avigad
Jeremy Avigad é um matemático e filósofo estadunidense. É professor da Universidade Carnegie Mellon.
Recebeu um B.A. em matemática na Universidade Harvard em 1989 e um Ph.D. em matemática na Universidade da Califórnia em Berkeley em 1995, orientado por Jack Silver.
Trabalha principalmente nas áreas de lógica e fundamentos da matemática, verificação formal e demonstração auxiliada por computador, e filosofia e história da matemática.